# إساك سنجر
إيزاك زينغر أو يِتْسحاك باشفيس زينغر (الاسم عند الولادة: إيزاك خيرشز زينغر) (21 نوفمبر 1902-24 يوليو 1991)، كاتب بولندي أمريكي باللغة اليديشية، حصل على جائزة نوبل في الآداب في عام 1978. استخدم اسم والدته الأول كاسم مستعار أدبي أولي نشره فيما بعد. تمتع زينغر بشخصية قيادية في الحركة الأدبية اليديشية، وكتب ونشر في اللغة اليديشية فقط. حصل أيضًا على جائزتين وطنيتين للكتاب الأمريكي، واحدة في أدب الأطفال عن كتاب المذكرات يوم من المتعة: قصص صبي ينشأ في وارسو (1970)، وواحدة في الخيال لمجموعته تاج من الريش وقصص أخرى (1974).

## مهنة أدبية

### اللغة
كتب زينغر أعماله ونشرها دائمًا باللغة اليديشية. وُضِعت رواياته في الصحف بشكل متسلسل بالإضافة إلى قصصه القصيرة. حرر رواياته وقصصه لنشرها باللغة الإنجليزية في الولايات المتحدة. استُخدِمت هذه النسخ كأساس للترجمة إلى لغات أخرى، وأشار إلى نسخته الإنجليزية على أنها «النسخة الأصلية الثانية». تسبب هذا في جدل مستمر حول إمكانية العثور على «زينغر الحقيقي» في اللغة اليديشية الأصلية، بلغتها المضبوطة بدقة والبنية المشوشة أحيانًا، أو في النسخة الأمريكية الأكثر تعديلًا حيث كانت اللغة أبسط وأكثر مباشرة. لم تُترجم العديد من قصص وروايات زينغر بعد.
أتى تأثيره الأعظم، في قصصه القصيرة التي عبر النقاد عنها بأنها من أعماله الأكثر خلودًا، من الكاتبين الروسي أنطون تشيخوف والفرنسي غي دو موباسان على التوالي. طور زينغر من موباسان إحساسًا دقيقًا بالدراما، واستطاعت قصصه إظهار حماس غريزي هائل في بضع صفحات فقط مثل قصص المعلم الفرنسي. طور زينغر من تشيخوف قدرته على رسم شخصيات ذات تعقيد وكرامة كبيرين في بضع صفحات أيضًا. وصف زينغر الكاتبين المذكورين أعلاه، في مقدمة مجلده المختار شخصيًا من أفضل قصصه القصيرة، كأعظم أساتذة في كتابة القصة القصيرة.

## المعتقدات

### النباتية

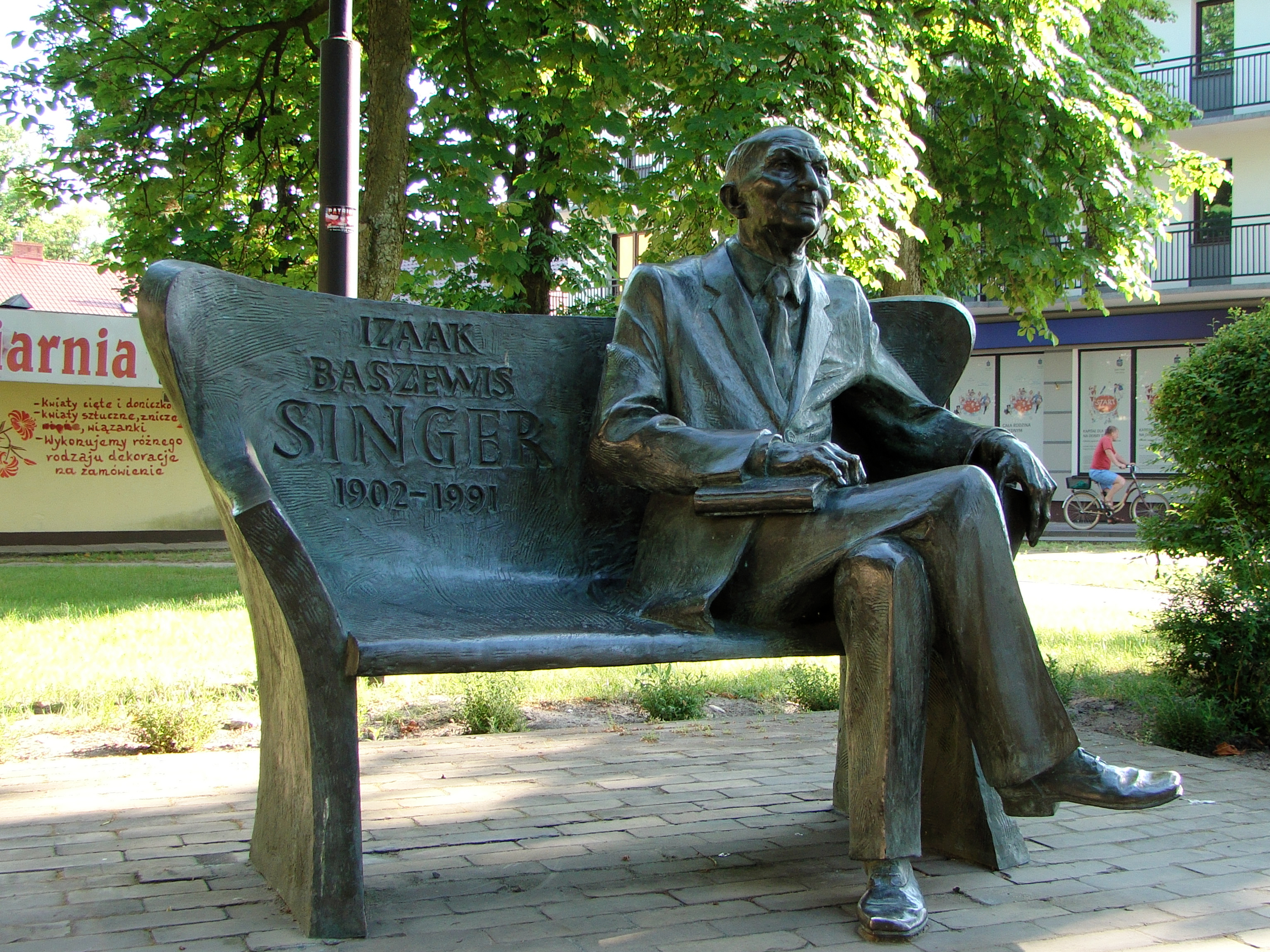
مقعد المغني في Biłgoraj

كان زينغر نباتيًا يهوديًا  بارزًا في آخر 35 عامًا من حياته، وغالبًا ما أدرج موضوعات نباتية في أعماله. وصف في قصته القصيرة الجزار معاناة جزار ما حاول التوفيق بين تعاطفه مع الحيوانات بوظيفته في قتلهم. رأى أن تناول اللحوم كان إنكارًا لكل المُثل ولجميع الديانات وقال: «كيف يمكننا أن نتكلم عن الحق والعدالة إذا أخذنا مخلوقًا بريئًا وسفكنا دمه؟». سُئل فيما بعد عما إذا كانت نباتيته تعود لأسباب صحية فأجاب: «فعلت ذلك من أجل صحة الدجاج».
كتب أيضًا في كتابة بعنوان كاتب الرسالة: «يُعد جميع الناس نازيين عندما يتعلق الأمر بالحيوانات. إنها تريبلينكا الأبدية». أصبح الكتاب مرجعًا كلاسيكيًا في المناقشات حول شرعية مقارنة استغلال الحيوانات بالهولوكوست.
كتب زينغر في مقدمة كتاب المؤلف ستيفن روزِن بعنوان طعام للروح: النباتية وأديان العالم (1986): «عندما يقتل الإنسان حيوانًا من أجل الطعام، فإنه يهمل جوعه للعدالة. يصلي الإنسان من أجل الرحمة، ولكنه غير راغب في تقديمها للآخرين، فلماذا يتوقع الإنسان الرحمة من الله؟ من غير العادل أن تتوقع شيئًا لا ترغب في تقديمه. إنه أمر متناقض. لا يمكنني أبدًا قبول التناقض أو الظلم حتى لو جاء من الله. إذا جاء صوت من الله يقول «أنا ضد النباتية!»، فسأقول «حسنًا، أنا مع ذلك!». «هذا هو ما أشعر به بشدة في هذا الصدد».

## روابط خارجية
- إساك سنجر على موقع IMDb (الإنجليزية)
- إساك سنجر على موقع الموسوعة البريطانية (الإنجليزية)
- إساك سنجر على موقع مونزينجر (الألمانية)
- إساك سنجر على موقع ألو سيني (الفرنسية)
- إساك سنجر على موقع ميوزك برينز (الإنجليزية)
- إساك سنجر على موقع أول موفي (الإنجليزية)
- إساك سنجر على موقع قاعدة بيانات برودواي على الإنترنت (الإنجليزية)
- إساك سنجر على موقع قاعدة بيانات الأفلام السويدية (السويدية)
- إساك سنجر على موقع إن إن دي بي (الإنجليزية)
- إساك سنجر على موقع ديسكوغز (الإنجليزية)
- إساك سنجر على موقع ديسكوغز (الإنجليزية)